# Music Ride Story
『Music Ride Story』（ミュージック・ライド・ストーリー）は、2025年4月からJFNCの制作によりJFN系列各局で放送されているラジオ番組である。

## 概要
最新の洋楽情報番組だった放送枠上の前番組『COAST TO COAST』からは大きく内容が変わり、山口演ずる父親、道上トオルと白宮演ずる娘、美咲が週1回ドライブに出かけながら車中で会話を交わし、トオル・美咲それぞれが持ちよった楽曲が流されるラジオドラマ仕立ての音楽番組となっている。

## パーソナリティ
- 山口智充（父・道上トオル）
- 白宮エリー（娘・道上美咲）
  - ドライブシーンは基本的に2人で進行するが、回想シーンなどで母・美香が登場する場合は白宮が美香役も演じる（1人2役）。

## ネット局
2025年7月現在。放送時間の早い順から記載。全局「radiko」・「radiko.jpプレミアム」で聴取可能。
- JFN系列の局において、TOKYO FM・AIR-G'・K-mix・FM AICHI・FM大阪・JOEU-FM・FM FUKUOKA・μFM・FM沖縄・特別加盟局のinterfmは放送開始より未ネット。
- ★のネット局…2025年7月4日より金曜 21:00 - 21:55に再放送。後述の通り、本放送が休止となる毎月最終日曜の翌週金曜は本放送扱いとなる。
- 特番などによる放送の休止は以下の通り。以下の特記に該当しないネット局についても、単発番組や特番などの放送で休止になる場合がある。
  - 日曜 19:00 - 19:55に放送されている局における毎月最終日曜…エフエム群馬を除き『村上RADIO』（TOKYO FM制作）放送のため休止[注 1][注 2]。
  - ☆のネット局…毎月1回『富澤一誠のAge Free Music〜大人の音楽』（interfm制作）放送のため休止。

| 放送対象地域   | 放送局名                                    | 放送時間                      | 備考         |
| -------------- | ------------------------------------------- | ----------------------------- | ------------ |
| 徳島県         | エフエム徳島（FM TOKUSHIMA）                | 土曜 12:00 - 12:55            | [ 注 3 ]     |
| 栃木県         | エフエム栃木（RADIO BERRY）                 | 土曜 20:00 - 20:55            | [ 注 4 ]     |
| 高知県         | エフエム高知（Hi-Six）                      | 土曜 20:00 - 20:55            | [ 注 5 ]     |
| 新潟県         | エフエムラジオ新潟（FM-NIIGATA）            | 日曜 2:00 - 2:55 （土曜深夜） | [ 注 6 ]     |
| 青森県         | ★エフエム青森（AFB）                        | 日曜 19:00 - 19:55            | 基準配信時間 |
| 岩手県         | ★エフエム岩手（FM IWATE）                   | 日曜 19:00 - 19:55            | 基準配信時間 |
| 秋田県         | エフエム秋田（AFM）                         | 日曜 19:00 - 19:55            | 基準配信時間 |
| 山形県         | ☆エフエム山形（Rhythm Station）             | 日曜 19:00 - 19:55            | 基準配信時間 |
| 福島県         | エフエム福島（ふくしまFM）                  | 日曜 19:00 - 19:55            | 基準配信時間 |
| 群馬県         | エフエム群馬（FM GUNMA）                    | 日曜 19:00 - 19:55            | 基準配信時間 |
| 長野県         | 長野エフエム放送（FM-NAGANO）               | 日曜 19:00 - 19:55            | 基準配信時間 |
| 富山県         | 富山エフエム放送（FMとやま）                | 日曜 19:00 - 19:55            | 基準配信時間 |
| 石川県         | ★エフエム石川（HELLO FIVE）                 | 日曜 19:00 - 19:55            | 基準配信時間 |
| 岐阜県         | エフエム岐阜（FM GIFU）                     | 日曜 19:00 - 19:55            | 基準配信時間 |
| 三重県         | 三重エフエム放送（レディオキューブ FM三重） | 日曜 19:00 - 19:55            | 基準配信時間 |
| 滋賀県         | エフエム滋賀（e-radio）                     | 日曜 19:00 - 19:55            | 基準配信時間 |
| 兵庫県         | 兵庫エフエム放送（Kiss FM KOBE）            | 日曜 19:00 - 19:55            | 基準配信時間 |
| 島根県・鳥取県 | ★エフエム山陰（V-air）                      | 日曜 19:00 - 19:55            | 基準配信時間 |
| 岡山県         | ★岡山エフエム放送（FM OKAYAMA）             | 日曜 19:00 - 19:55            | 基準配信時間 |
| 広島県         | 広島エフエム放送（HFM）                     | 日曜 19:00 - 19:55            | 基準配信時間 |
| 山口県         | ★エフエム山口（FMY）                        | 日曜 19:00 - 19:55            | 基準配信時間 |
| 香川県         | ★エフエム香川（FM香川）                     | 日曜 19:00 - 19:55            | 基準配信時間 |
| 長崎県         | エフエム長崎（FM Nagasaki）                 | 日曜 19:00 - 19:55            | 基準配信時間 |
| 大分県         | エフエム大分（Air-Radio FM88）              | 日曜 19:00 - 19:55            | 基準配信時間 |
| 熊本県         | エフエム熊本（FMK）                         | 日曜 19:00 - 19:55            | 基準配信時間 |
| 宮崎県         | エフエム宮崎（JOY FM）                      | 日曜 19:00 - 19:55            | 基準配信時間 |
| 宮城県         | エフエム仙台（Date fm）                     | 日曜 20:00 - 20:55            |              |
| 福井県         | 福井エフエム放送（FM FUKUI）                | 金曜 21:00 - 21:55            | [ 注 8 ]     |

### 過去のネット局
- エフエム佐賀（FMS） - 放送開始 - 2025年5月18日